# Governatorato di Beni Suef
Il governatorato di Beni Suef (arabo: محافظة بني سويف, Muhāfazat Banī Suwayf) è un governatorato dell'Egitto.

## Geografia
Il governatorato si trova nel centro del paese, a sud della capitale Il Cairo, e prende il nome dal suo capoluogo Beni Suef.
Il territorio del governatorato si trova sulla riva sinistra del Nilo, ed è intensamente coltivato, l'area adibita a coltivazioni è stimata in 266.000 feddan.
Nel territorio si trovano la Piramide di Meidum, le rovine di Eracleopoli e di El-Hiba.

## Economia
Gran parte dell'economia del governatorato è basata sull'agricoltura e l'allevamento, ma vi sono anche alcune industrie. In particolare cementifici, fabbriche e impianti per la produzione tessile (cotone), alimentari (zuccherifici), del tabacco e calzaturiere. Ci sono anche alcune cave di alabastro sulle rive del Nilo.